# Stała Oorta
Stała Oorta – stała występująca w równaniu na względną prędkość radialną gwiazdy
{\displaystyle v_{wr}\approx Ar\sin 2\alpha ,}
gdzie:
{\displaystyle A} – stała Oorta,
{\displaystyle r} – odległość gwiazdy od Słońca,
{\displaystyle \alpha } – kąt, jaki z punktu widzenia Ziemi tworzy kierunek do gwiazdy z kierunkiem do centrum Galaktyki.
Przybliżona równość we wzorze wynika stąd, że jest to wzór przybliżony dla gwiazd z pobliża Słońca ({\displaystyle r\ll R_{S},} czyli {\displaystyle R\approx R_{S},} gdzie {\displaystyle R_{S}} jest odległością Słońca od centrum Galaktyki, a {\displaystyle R} odległością gwiazdy od centrum Galaktyki).
Sama stała jest wyrażona wzorem
{\displaystyle A={\frac {1}{2}}R_{S}\left[{\frac {d\omega (R)}{dR}}\right]_{R=R_{S}},}
gdzie {\displaystyle \omega (R)} jest prędkością kątową rotacji Galaktyki w odległości {\displaystyle R} od jej centrum.
Stała Oorta jest wyznaczana doświadczalnie i wynosi
{\displaystyle A\approx +15{\frac {\text{km}}{{\text{s}}\cdot {\text{kpc}}}},}
gdzie [kpc] to kiloparsek.